# لويس بالسيلز
لويس بالسيلز (بالإسبانية: Luis Balcells)‏ (1902 – 31 مايو 1927) هو سبّاح إسباني راحل، مثّل بلاده في الألعاب الأولمبية الصيفية 1920.

## روابط خارجية
لويس بالسيلز على موقع اللجنة الأولمبية الدولية (الإنجليزية)
- لويس بالسيلز على موقع اللجنة الأولمبية الدولية (الإنجليزية)
- لويس بالسيلز على موقع أوليمبيديا (الإنجليزية)